# Periplocoideae
Sous-famille
Les Periplocoideae sont une sous-famille de plantes à fleurs de la famille des Apocynaceae.
Cette sous-famille a été décrite en 1838 par le botaniste autrichien Stephan Ladislaus Endlicher (1804-1849).

## Liste des genres
Selon GRIN, 23 novembre 2015 :
- Atherandra
- Baroniella
- Baseonema
- Batesanthus
- Buckollia
- Camptocarpus
- Cryptolepis
- Cryptostegia
- Decalepis
- Ectadium
- Epistemma
- Finlaysonia
- Gymnanthera
- Hemidesmus
- Ischnolepis
- Maclaudia
- Mondia
- Myriopteron
- Omphalogonus
- Parquetina
- Pentopetia
- Periploca
- Phyllanthera
- Raphionacme
- Sacleuxia
- Sarcorrhiza
- Schlechterella
- Stomatostemma
- Streptocaulon
- Tacazzea
- Telectadium
- Zygostelma

Selon NCBI (23 novembre 2015) :
- genre Atherandra
- genre Baroniella
- genre Baseonema
- genre Batesanthus
- genre Buckollia
- genre Camptocarpus
- genre Cryptolepis
- genre Cryptostegia
- genre Curroria
- genre Decalepis
- genre Ectadiopsis
- genre Ectadium
- genre Epistemma
- genre Finlaysonia
- genre Gymnanthera
- genre Hemidesmus
- genre Ischnolepis
- genre Mondia
- genre Myriopteron
- genre Omphalogonus
- genre Parquetina
- genre Pentopetia
- genre Periploca
- genre Petopentia
- genre Phyllanthera
- genre Raphionacme
- genre Sacleuxia
- genre Schlechterella
- genre Stomatostemma
- genre Streptocaulon
- genre Tacazzea
- genre Triodoglossum
- genre Zygostelma